# 水交社眷村
水交社眷村源於日治時期在此設立的日本海軍將官的親睦團體：水交社，包含當時與水交社一同設立的海軍航空隊宿舍。二次大戰後，日本海軍臺南航空隊宿舍被中華民國空軍接收成為眷村，沿用水交社作為名稱，1968年為紀念周志開而改稱「空軍志開新村」，但通用俗稱仍為「水交社」。

## 歷史

### 由來
水交社名稱的由來，在地台南居民眾說紛紜；有因水交社溝渠多而命名之說，也有因地形關係、竹溪匯流附近，以閩南語發音而成之說，亦有起源自日本水兵交誼社之說。學者朱戎梅親自赴日查證，經過史料的比對，確認「水交社」一詞來自日本。
水交社的成立原是日本政府為了海軍聯誼而創設的外圍團體，最初成員是由海軍軍官所組成，社內定期舉行軍樂演奏會、也有撞球娛樂等活動。明治19年，日本推行歐化政策，為仿效歐洲社交風氣，政府設立公開的社交場所，用來接待外賓、舉辦舞蹈講習會，跟上時代潮流。為了敦睦海軍彼此間的情誼，水交社為社員擴大福利範圍，包括提供制服製作、提供互助會貸款、安排差旅住宿等服務項目，提供海軍軍人全方位的生活照顧。除此之外，水交社另有發行圖書和雜誌，提供物品配給、娛樂以及住宿等設施。

### 眷村時期
國民政府來台後，水交社改為國軍軍舍合併眷村，成為當時國軍位於台南的一處重要軍事基地。居於此處的多數居民都是曾投入中日戰爭、後來隨著移民潮來到台灣的國軍，其中就包含曾於1949年9月擔任空軍上校供應司令的魏崇良，以及曾身居四大隊長、空軍官校校長、中將空軍作戰司令、民航局局長等要職的毛瀛初等，另外也有些住戶與眷屬參與了各種活動，對社會做出貢獻。
1950至80年代間，由於越戰的緣故，美軍在台灣多處建立了軍事基地協助處理台灣與中共對峙的情形，其中位於台南的軍事基地雖然最晚成立但卻被賦予重任，在此時空背景下台南也成立了美軍紅燈區、美軍俱樂部等設施。
1960年時，自治會買下土地成立「空軍志開新村副食供應站」，採行公辦民營的方式，官方出租攤位向攤販定期收取租金。在1970年以前，每家都有縫紉機可以自己製作或縫補衣物。當時因為成衣較少，價格昂貴，且每個家庭都有一台縫紉機，便用其縫補衣服，家庭在衣物方面的依賴性較低，較為獨立。
早年，自動電話尚未普及，並非家家戶戶都有電話，因此自治會的電話扮演與軍方聯絡的重要角色。在1980年代以後，幾乎家家戶戶都有自動電話，使得自治會的聯繫角色式微。1990年代後，受到民主政治思潮的影響，軍權逐漸式微，地方政府的權力漸長，自治會的影響力逐漸衰退。直到2004年，眷村改建，水交社的居民搬離，2005年時水交社自治會結束。

### 古蹟時期
水交社的眷村在2004年6月3日以「原水交社宿舍群暨文化景觀」的名義列為臺南市市定古蹟，但2005年因為眷村改建，居民全數撤出，2007年起先後由國防部軍備局、空軍防砲第953旅將眷村以綠色鐵皮圍籬圍起進行拆除工作，2009年後大部分的眷舍皆已被拆毀，僅有部分保留下來，成立水交社眷村文化園區。園區內的水交社公園第一期工程於2013年10月10日完工，園區於2019年12月25日開放。園區內的桂子山（海拔29米）是省轄市時代的臺南市最高處。由於環境雜草叢生，因此於2023年2月展開整建工程，2025年1月開放。

## 戰後的治理方式
戰後初期，原日治時期的水交社區域改為國軍軍舍與眷村。眷村內部的治理方式以民主、代議政治為主，其內部行政組織採行雙軌制，分別為自治會及社區發展協會。其中自治會為軍政體制，而社區發展協會屬於地方政府體制。

### 自治會
自治會為軍政體制的核心，是眷村中最高行政單位，也是眷村與部隊的主要聯繫單位，使軍方能夠實際掌控眷村的狀況，自治會對整個眷村的影響力極大，甚至超越地方政府的行政組織。水交社自治會的所在地最早是聯勤診療所，後來成立了「空軍志開新村自治會」，負責管理水交社菜市場及為眷戶辦理拆村動遷等事宜。

### 社區發展協會
水交社區域內的社區發展協會有兩個，一是興中里社區發展協會，另一是明德里社區發展協會，後來因為眷村改建，水交社居民遷離，興中里併入明德里，興中里社區發展協會結束於2007年。社區發展協會屬於地方政府行政體制，依據內政部《社區發展工作綱要》而設立。其主要工作是藉由總幹事聘請的社區工作人員推動社區業務。社區發展協會內部最高權力機構為會員大會，社區居民可以自動申請加入成為會員。其理事會、監事會成員則是透過會員大會內部選舉中選出。

### 政府保存
配合國防部眷村改建計畫，2004年時此處的眷民陸續被遷走，臺南市政府將八棟原空軍志開新村內的日式官舍以「原水交社宿舍群暨文化景觀」的名義指定為臺南市市定古蹟並進行古蹟修繕。由於水交社此地有著許多代人經歷戰爭、遷徙、生活、工作、成長的共同記憶，妥善保留此地緬懷歷史不但能慰勞長者，也能為子孫們保留一處實際的歷史場域，因此在幾經周折下，最終決定將此處設立為「水交社眷村文化園區」。而在桂子山的水交社公園內臺南市政府也將水交社的「眷村」及「空軍」意象融入其中，保留下原眷村的宿舍群──一條龍軍官宿舍，反映出當時眷村實際的居住風貌。
水交社眷村文化園區是建立於原水交社的範圍之上，園區內大致分為八大主題館，各館主題分別展現從清代經歷日治到國民政府遷台後不同時期的水交社的樣貌，以及此處的軍事、飲食、文學的特色，目前園區整體空間氛圍以「眷村巷弄記憶」為主，建材以石材、磚瓦、木材為主，結合歷史及生活，重現眷村樣貌。另一方面，自2013年10月水交社公園開放之後，原居住於水交社的眷戶和附近居民組成「水交社文化學會」，協助園區內的文史整理及導覽工作，並辦理多項活動介紹水交社眷村文化園區，將此處的景觀以及文化向外推廣。

## 生活

### 建物
眷村內房舍的部分除了木製的日式房舍外都是後來才建造的。起初以為很快就會返回中國大陸，因此大家都只就地取材搭建簡陋房舍暫住、搭建竹籬笆。後來隨著返回中國的希望越來越渺茫，大家認為此地是久居之地，因此經濟狀況較佳的居民便將房舍以及籬笆改以紅磚砌成。
水交社的西南端上有棟破舊的建築物，是為空軍官兵退員宿舍，名稱為「長青園」。長青園原本成立的目的是為了安置未成家的退役榮民，提供基本的生活照顧，在政府開放中國大陸探親後，有許多榮民選擇回鄉探親，解了鄉愁後再回到長青園安養晚年。在水交社眷村拆遷後長青園仍然群聚，許多榮民仍在這裡繼續生活著。

### 交通
此處的交通情況由於早年間的臺南市公共汽車沒有駛進眷村，居民必須要走路進城才有公車可搭，因此軍方將中吉普改裝成為迷你巴士，並安排固定班次、行使固定路線、定點上下車站，為各眷村住戶提供交通服務，票價與市公車相同。

### 醫療
1956年，國防部成立軍眷服務處，在各眷村設立診療所，水交社的為聯勤第三十四軍眷診療所，內有主任、醫官、護士等為民眾提供基層醫療照顧，如有較為嚴重的病患則會送往當時位於安平的台南空軍醫院。後因為大型醫院增加、交通逐漸便利，使得診療所的業務縮減，在1991年起陸續歇業，1997年全面結束營業。

### 教育
眷村內的教育設備則有國小及幼稚園，中高等教育有軍校可供眷村子弟就讀。學校教師可能為眷屬或空軍文職人員，學生來自台南市各空軍眷村，經由軍用大卡車送學生到學校上課。幼稚園在台南市各空軍眷村均有，而幼稚園以及空軍國小的特色是學生均為空軍子弟，背景單純。隨著小孩長大，許多父母會選擇將小孩送進軍校，因為免學費，每月還有生活津貼。眷村中，基層官員與士官家庭內，孩子進入軍校就讀的情況相當普遍，因為很少家庭有能力讓小孩就讀文學校。當時軍人的待遇較低，尚未有退除役制度，因此形成「就讀軍校沒有前途」此一概念。不過現今軍人待遇較好，薪水、福利較民間企業高、較好，且工作穩定，在服役滿二十年時退役還有每月的月退俸可以領取，吸引不少人就讀軍校。

### 飲食
在眷村內食物的來源是由軍方配給，每戶依人口發放眷屬補給證，內有眷糧票，軍方將每月派人至眷村發放眷糧，居民憑眷糧票領取主食、米、油等物。而菜則是每戶各自去菜市場購買，因此也讓菜市場成為帶動水交社的商業活動的中心，許多雜貨店、成衣店、小吃店等都圍繞著菜市場周邊成立。其中水交社的居民多經營小吃攤以貼補家用，且受到眷村居民都來自中國大陸不同省份的影響，小吃的口味多樣。此外早期菜市場是由農人挑菜到巷子旁的空地販售，在菜市場成立後，自治會的福利社便取消了。

### 娛樂
戰後初期眷村中的娛樂活動以「看電影」以及「運動」為主。看電影的設備是藉由中型吉普車載著放映電影的器材進入眷村，拉起白布放映電影讓居民觀看。建立了台南空軍一聯隊中正堂後，看電影的形式便改為使用軍用大卡車載著居民進入中正堂觀賞電影。
除看電影外，眷村內的復興球場經常舉辦籃球比賽供居民觀賞，是水交社著名的運動及演藝場所，許多活動都在此地舉辦。後來台南市興建體育館後，復興球場逐漸沒落，部分空地改建成為房屋，部分則是改建成興中公園。此外，孩童的童玩多就地取材，以自然物為主，當時流行的童玩有：跳房、踢毽子、跳繩、丟沙包、打陀螺、玩玻璃珠、玩圓牌及筷子槍等。孩童逐漸長大後，部分孩子的群體可能發展成幫派，幫派內的孩子則被稱為太保。
美軍俱樂部設於台南水交社的對面，當時許多駐台的美軍、美僑休假時都會到這附近娛樂，水交社及附近的居民生活受到美軍俱樂部的影響，在水交社入口周遭發展出許多由美軍帶來的飲食及娛樂習慣，例如夜總會(酒吧)、牛排館、洗車修車廠...以及專門為洋人服務的各類店鋪等。